# Red Mourning
Red Mourning est un groupe de metalcore français, originaire de Paris, en Île-de-France. Connu pour son mélange unique de metal, de hardcore et de blues, le groupe s'est imposé comme une figure singulière de la scène metal française.

## Biographie
Red Mourning est formé en 2003 à Paris, en Île-de-France. Cette même année, le groupe enregistre et publie une démo intitulée Red Mourning. Red Mourning est la couleur du deuil des esclaves du Mississippi Delta. Pour la création du groupe, J.C. explique : « On voulait faire quelque chose d'honnête, de sincère et d'original. On est allé piocher dans nos différentes influences, notamment le blues. ». Trois ans plus tard, en 2006, le groupe publie son premier EP-démo, Six Four Six.
En 2008, le groupe sort son premier album intitulé Time to Go, qui pose les bases de leur style unique. Cet album reçoit un accueil favorable de la part des critiques et des fans de la scène metal underground.Après une tournée passant par le Nouveau Casino de Paris, le Hellfest ou la Boule Noire, Red Mourning retrouve le producteur Francis Caste (The ARRS, Ultra Vomit, Hangman's Chair, Black Bomb A, Rise of the Northstar, Lofofora, Psykup) pour Pregnant with Promise en 2011. C'est cet album qui leur permet de mieux se revendiquer sur la scène metal.
En 2014, ils sortent leur troisième album, Where Stone and Water Meet chez Bad Reputation Records, et sortent en septembre le clip The Sound of Flies réalisé par Frédéric Saurel. En 2015, Romaric quitte le groupe, et se voit remplacé par Julien Doucin (Deer Blood, BlackBeard).En 2017, ils reviennent en studio chez Francis Caste (Studio Sainte Marthe à Paris) pour l'enregistrement de Under Punishement's Tree qui sort en février 2018 chez Bad Reputation Records. Sort dans la foulée, le clip Dying Days, une nouvelle fois réalisé par Frédéric Saurel.
Julien Doucin quitte le groupe avant la sortie de Under Punishment's Tree et se voit remplacé par Alexandre Bourret (guitariste et chanteur de Deer Blood). En 2019, Red Mourning sort son premier EP acoustique, Unchained, composés de cinq titres issus de leurs quatre premiers albums ré-arrangés dans un style folk. En 2022, le groupe sort le successeur de Under Punishment's Tree, intitulé Flowers & Feathers. Red Mourning entamera cette même année une tournée de festivals (Hellfest, Kave Fest, Mennecy Metal Fest, RockMetalCamp) et trois morceaux seront adaptés en clips : The Coming Wind, Flowers & Feathers et Blue Times.
En 2024 sort le premier album intégralement acoustique du groupe, intitulé Acoustic.

## Style musical

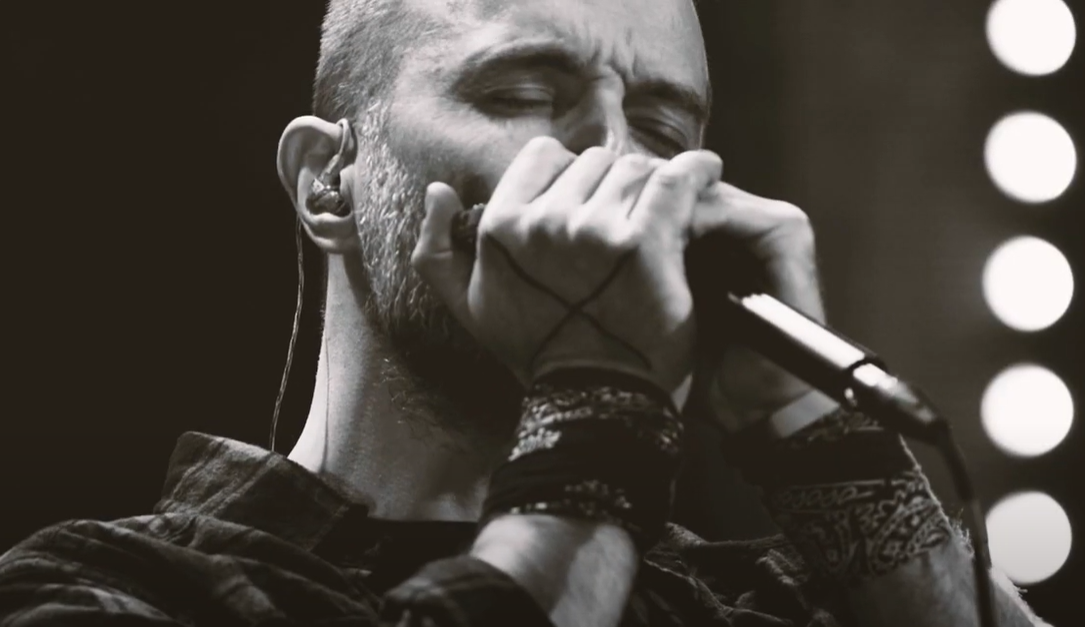
J.C. jouant de l'harmonica (2023)

Red Mourning se distingue par sa capacité à fusionner des genres musicaux a priori opposés. Leur musique combine des éléments de metal, de hardcore, et de blues, avec des influences allant de Pantera, Down, Mastodon, Tool mais aussi Trepalium pour le côté metal, à Howlin' Wolf et Muddy Waters pour le côté blues.
Leurs compositions sont marquées par l'utilisation d'instruments traditionnellement peu liés au metal : l'harmonica, le lap-steel, (depuis Where Stone and Water Meet), le bottleneck et le banjo. Depuis Unchained, le groupe utilise également des guitares acoustiques, de la clarinette, du cajón, et du hang drum.

## Membres

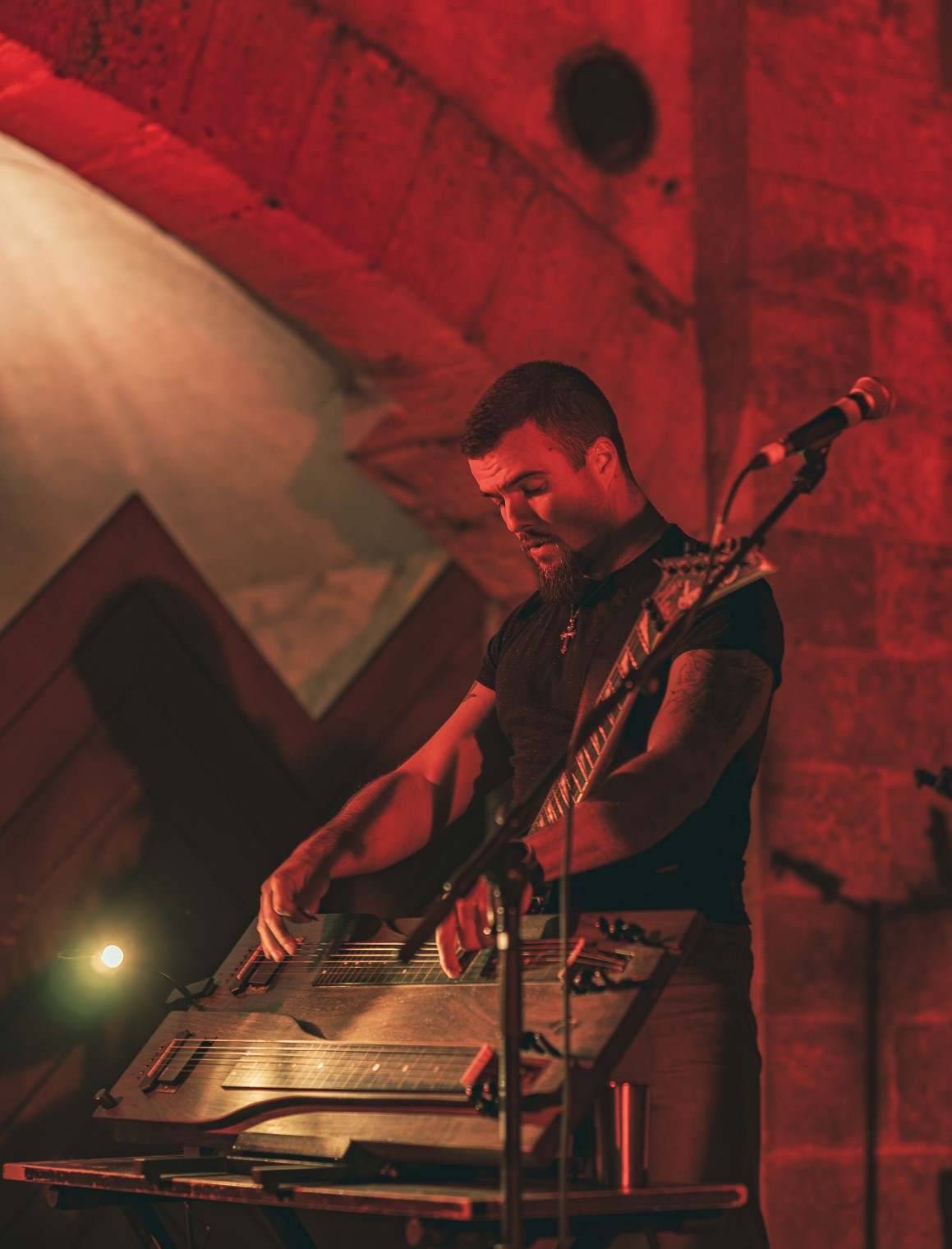
Alexandre Bourret jouant du lap steel (2024)

### Membres actuels
- Sébastien Meyzie - basse, chant (2003-présent)
- Aurélien Renoncourt - batterie, guitare, chant (2008-présent)
- J.C. Hoog - chant, harmonica (2003-présent)
- Alexandre Bourret - guitare, lapsteel, chant (2017-présent)

### Anciens membres
- Romain Fravalo - batterie (2003-2008)
- Romaric Méoule - guitare, lapsteel (2003-2015)
- Julien Doucin - guitare, lapsteel, chant (2015-2017)

## Discographie
- 2003 : Red Mourning (démo)
- 2006 : Six Four Six (EP)
- 2008 : Time to Go
- 2011 : Pregnant with Promise
- 2014 : Where Stone and Water Meet
- 2018 : Under Punishement's Tree
- 2019 : Unchained (EP)
- 2022 : Flowers & Feathers
- 2024 : Acoustic

## Clips
- 2008 : Come to Bury
- 2011 : One Step Away
- 2014 : The Sound of Flies
- 2018 : Dying Days
- 2018 : Blue Drums
- 2020 : A Whole Different Life (acoustic)
- 2022 : The Coming Wind
- 2022 : Flowers & Feathers
- 2022 : Blue Times
- 2024 : Splintered Bone (acoustic)
- 2024 : Come to Bury (acoustic)